# Côte de la Princesse-Martha
La côte de la Princesse-Martha est la portion de la côte de la Terre de la Reine-Maud entre le méridien 05° Est et la fin du glacier Stancomb-Wills (en), au méridien 20° Ouest. L'intégralité de la côte est prise dans des barrières de glace avec des falaises de 20 à 35 mètres de haut. 
Le nom de Terre de la Princesse héritière Martha avait à l'origine été donné par le capitaine Nils Larsen à cette partie de la côte dans les parages du cap Norvegia qu'il découvrit à bord du Norvegia et que l'aviateur Hjalmar Riiser-Larsen cartographia grossièrement, durant le mois de février 1930.
Elle est nommée en l'honneur de la Martha, princesse héritière de Norvège.